# Lotte Bundsgaard
Lotte Koed Bundsgaard (født 20. januar 1973 i Nivå) er en dansk journalist, tidligere folketingsmedlem, politisk ordfører og kortvarigt minister, valgt for Socialdemokraterne.

## Opvækst og tidlig karriere
Lotte Bundsgaard gik på den kommunale Bellingeskolen 1978-88 og blev student fra Sct. Knuds Gymnasium i 1991 og lærer fra Odense Seminarium i 1996. Hun var ansat som lærer på den daværende Humlehaveskole i Vollsmose 1996-98.

## Politisk karriere
1990–92 var Lotte Bundsgaard formand for DSU-Odense og 1992-96  næstformand for DSU's landsorganisation. Hun var medstifter af den politiske kaffeklub Café au lait i 1998.
Hun var folketingskandidat for Socialdemokratiet i Otterupkredsen 1995-2006, og hun blev ved valget 11. marts 1998 valgt til Folketinget. I 2000 blev hun socialdemokratiets forsvarspolitiske ordfører.
I mindre end et år var Lotte Bundsgaard by- og boligminister samt minister for ligestilling (21. december 2000 – 27. november 2001), i SR-regeringen Poul Nyrup Rasmussen.
Bundsgaard blev genvalgt ved folketingsvalgene i 2001 og 2005, og hun var politisk ordfører fra april 2005 – 25. april 2006. Hun skiftede opstillingskreds, så hun pr. februar 2006 blev opstillet i Odense 2. kreds. I løbet af sit år som politisk ordfører blev Bundsgaard kendt for diskussioner med Venstres politiske ordfører, Jens Rohde.

## Journalistisk karriere
Hun meddelte 21. maj 2007, at hun ikke genopstillede ved næste folketingsvalg. I stedet helligede hun sig journaliststudiet ved Syddansk Universitet. I 2008 kom det frem, at hun havde meldt sig ud af Socialdemokratiet. Hun meddelte, at hun ingen kommentarer havde til sit exit. I 2009 blev Bundsgaard cand.public.
Siden efteråret 2009 har hun været ansat som studieværtinde ved TV 2/Fyn.

## Privatliv
Hun er gift med Søren Thorsager, der var socialdemokratisk ældrerådmand i Odense Kommune. Parret bor i Dalum i det sydvestlige Odense og har tre børn.